# Volucella rufimargina
Volucella rufimargina är en tvåvingeart som beskrevs av Huo, Ren och Zheng 2007. Volucella rufimargina ingår i släktet humleblomflugor, och familjen blomflugor. Inga underarter finns listade i Catalogue of Life.